# شهرستان سافک (نیویورک)
شهرستان سافک، نیویورک (به انگلیسی: Suffolk County, New York) یک سکونتگاه مسکونی در ایالات متحده آمریکا است که در ایالت نیویورک واقع شده‌است.

## نگارخانه

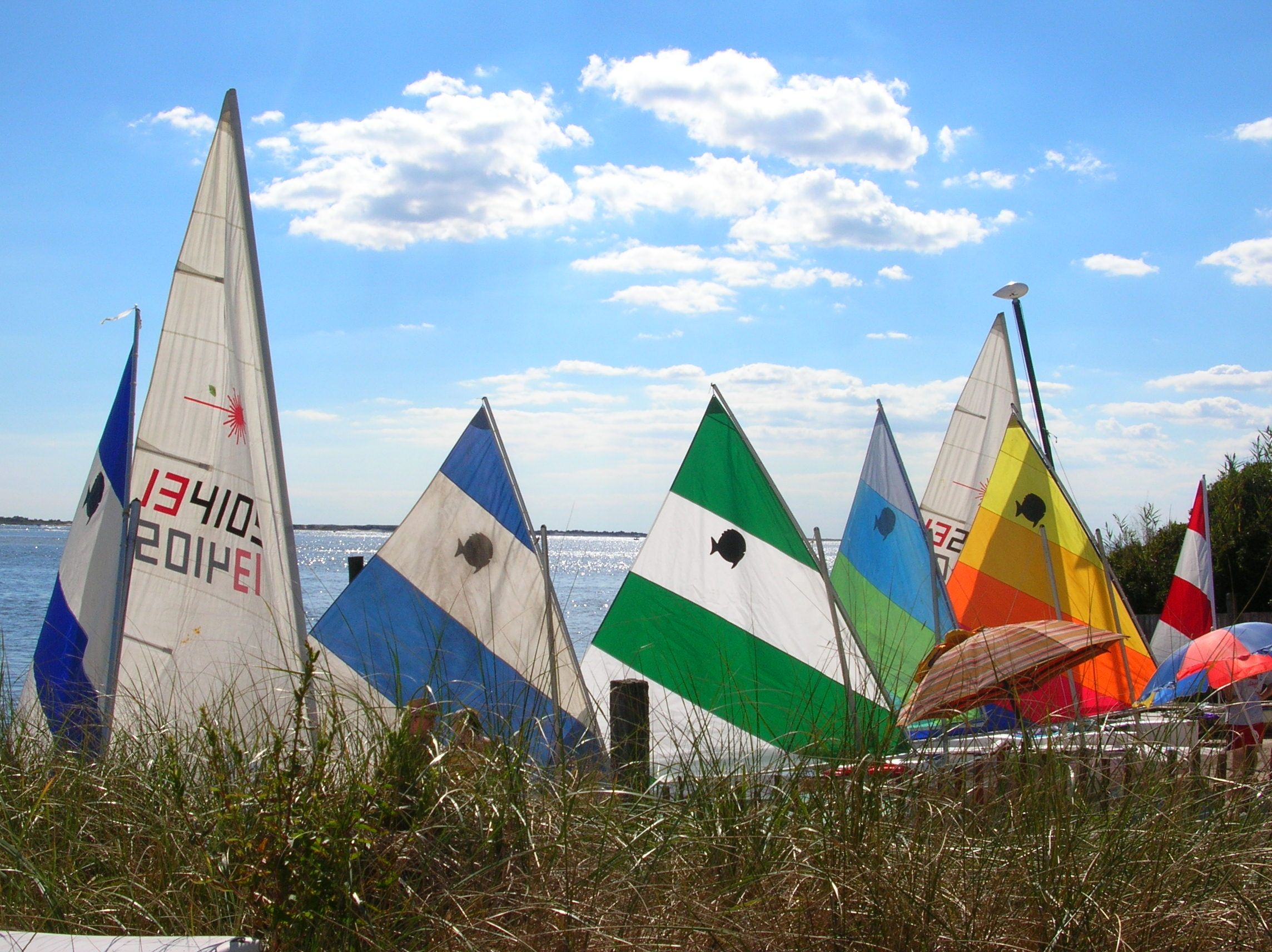
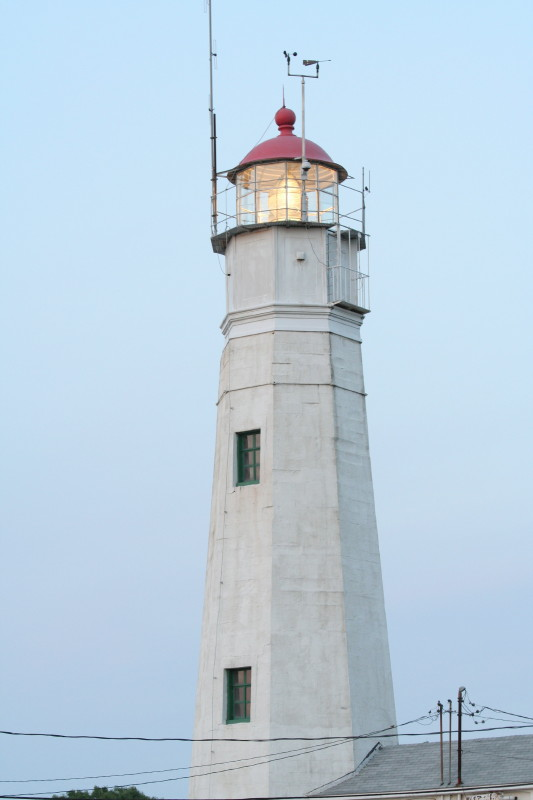
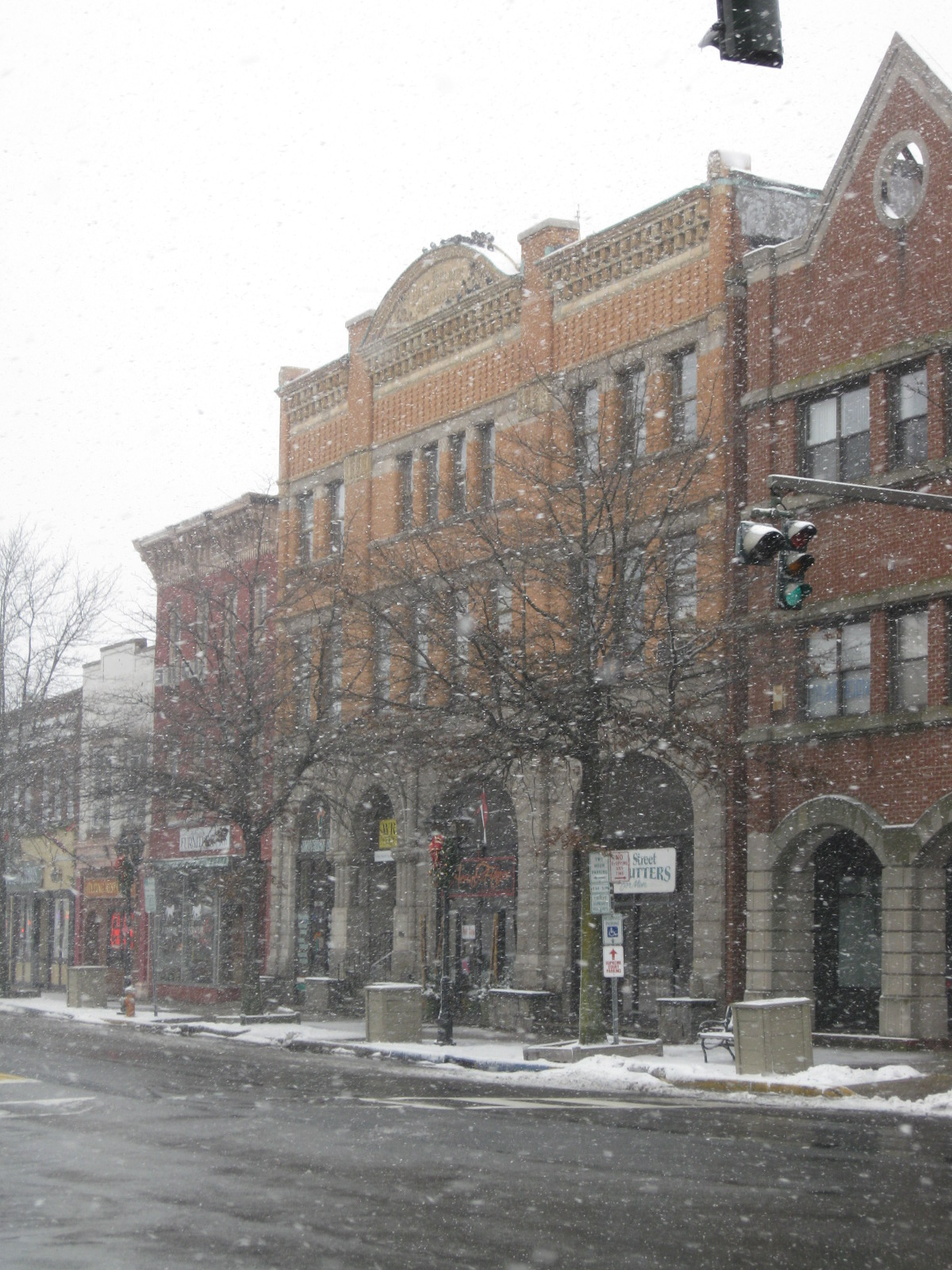
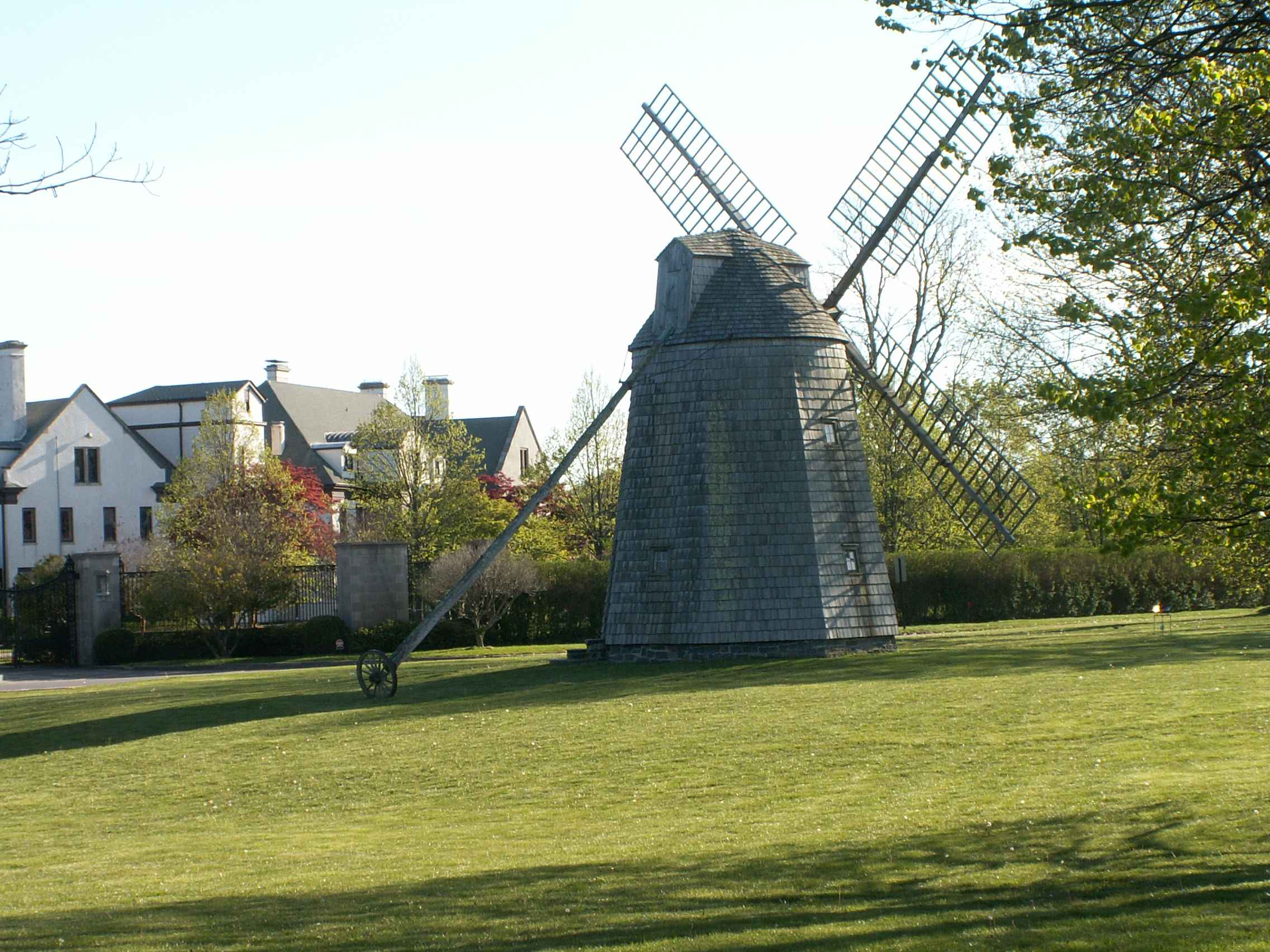